# خرخان (شوشی)
خرخان (ترکی آذربایجانی: Xərxan) یک منطقهٔ مسکونی در جمهوری آرتساخ است که در استان کاشاتاق واقع شده‌است.